# پانگسکا وولا
پانگسکا وولا (به لهستانی:  Pańska Wola) یک روستا در لهستان است که در گمینا ودمینه واقع شده‌است.